# In flagranti
In flagranti – polski dramat psychologiczny z 1991 roku w reżyserii Wojciecha Biedronia, który napisał również scenariusz.

## Opis fabuły
Doktor Nowak jest wykładowcą literatury na uniwersytecie. Kiedy opuszcza go żona, pokaleczony psychicznie i mający kłopoty finansowe naukowiec otrzymuje od znajomego fotografika propozycję napisania powieści erotycznej, którą jego przyjaciel zilustruje własnymi zdjęciami. W trakcie pracy, tworzona przez niego fikcja literacka coraz bardziej zlewa się Nowakowi z rzeczywistością. Zaczyna mu się wydawać, że to on sam przeżywa miłosne przygody na kartach własnej książki.

## Obsada
- Bogusław Linda jako dr Nowak
- Ewa Skibińska jako kelnerka Ewa
- Małgorzata Foremniak jako kelnerka Ewa (druga)
- Zdzisław Wardejn jako fotografik Janek
- Ewa Telega jako żona Nowaka
- Jolanta Fraszyńska jako Ania, studentka doktora Nowaka

i inni

## Nagrody
Film otrzymał dwie nagrody na FPFF w Gdyni: Barbara Komosińska została uhonorowana za najlepszą scenografię, a Bogusław Linda otrzymał nagrodę specjalną jury.